# Пан (звертання)
Пан, форма кличного відмінка пане  — форма ввічливого звертання, гоноратив у низці слов'янських мов: українській, чеській, польській, словацькій, верхньо- та нижньолужицьких та частково білоруській. Тотожне значенню слова «господар». У південнослов'янських мовах звучить як бан та має значення «начальник», «правитель».

## Етимологія
«Етимологічний словник української мови» вважає слово пан запозиченим з польської мови, яке походить від прасл. *gъpanъ. Очевидно, воно запозичене з давніх іранських мов: gu-pānа — «пастух».. Менш ймовірне пов'язання прасл. *gъpanъ з найменуванням титулу «жупан», яке теж має не зовсім ясне походження.
Історик Наталія Яковенко зазначає, що українське слово пан є запозиченням із чеської правничої мови; з середини XIV ст. цей титул зустрічається у галицьких, а згодом волинських і київських документах як титул. У XVI ст. слово пан втратило титулярний характер, перетворившись на шанобливий додаток до імені вільної людини — міщанина, козака, шляхтича.

## Перші свідчення вжиткупану давньоруській мові
Згідно з дослідженнями В. Слободяна та А. Гусака, звертання пан наявне на одному із графіті церкви Пантелеймона у Галичі, датування якого можна віднести до періоду 1216—1221 років.
Уперше в руських (давньоукраїнських) документах слово пан згадується у грамоті галицько-волинського князя Лева Даниловича, датованій 1292 роком, та далі в інших грамотах цього князя, де якийсь пан Васко, іноді разом з іншими панами, фігурує як свідок підписання грамот. Треба зазначити, що історики мають різні погляди, щодо автентичності цих грамот від оптимістичного (прихильником, якого був Іван Линниченко), до критичного (який висловлював Михайло Грушевський, вважаючи більшість грамот пізніми підробками).
Цікавим фактом є використання в українських колядках та щедрівках, створення частини з яких сягає язичницьких часів та ґрунтується на слов'янській міфології, звернення: «пане господарю». Наприклад дохристиянська українська колядка:
|  | Пане-господарю! На твоїм подвір'ї верба стоїть, Тонка, висока, листом широка. На тій вербі трійця горіла. Три гистри впало, три морі стало... |

## Використання
Може вставлятися перед прізвищем («Пане Шевченко, можна Вас на хвилинку?»), званням, назвою посади тощо ("Пане професоре, дякую за допомогу), а також вживатися самостійно, якщо прізвище, посада чи назва професії незнайомця невідомі («Пане, котра година?»). Позаяк звертання «пан» засвідчує пошану до адресата, в офіційних документах форма пан уживається з ім'ям, прізвищем, назвою посади, званням. При звертанні до чоловічої публіки, використовується форма панове. Таке звертання було поширене за часів УНР і зазвичай використовувалося з прикметниками високоповажний, високодостойний, вельмишановний. Пізніше за часів СРСР слова пан, пані бути витіснені товаришем. Хоча зараз і побутує стереотип, що «товариш» — суто радянське звертання, проте воно було широковживане серед козаків Запорозької Січі. В літературі можна зустріти й поєднання обох слів, особливо у множині, зокрема у Івана Нечуя-Левицького, Марка Кропивницького.
У звертаннях, що складаються зі загальної назви та прізвища, форму кличного відмінка набувають і загальна назва, і власне ім'я: дру́же Макси́менку; коле́го Євгенищуку́, па́не Кова́лю; можливі також поєднання форми кличного відмінка іменника загальної назви та форми кличного відмінка прізвища, однакової з формою називного відмінка: дру́же Макси́менко; коле́го Євгенищу́к, па́не Кова́ль.

## Інші форми
- Панич — звертання до неодруженого чоловіка (парубка).
- Панна — звертання до неодруженої жінки.
- Пані — звертання до одруженої жінки.

## Виноски
1. ↑  у цьому випадку етимологія слова «пан» саме від *gau-pāna- дещо некоректна, етимологія другої складової — праір. *pāna- (захисник, керманич) < праір. *pāy- (захищати, берегти, дбати), й окрім згаданої *gau-pāna- входило ще до низки різних утворень, а саме — *kāra-pāna- (очильник/захисник народу/війська), *xšaθra-pāna- (очильник/захисник царства) тощо.
2. ↑  Етимологічний словник української мови : в 7 т. / редкол.: О. С. Мельничук (гол. ред.) та ін. — К. : Наукова думка, 1989. — Т. 4 : Н — П / укл.: Р. В. Болдирєв та ін. ; ред. тому: В. Т. Коломієць, В. Г. Скляренко. — 656 с. — ISBN 966-00-0590-3.
3. ↑  Яковенко H. M. Українська шляхта з кінця XIV до се редини XVII ст. (Волинь і Центральна Україна). — K., 1993. — С. 121—124.
4. ↑  Яковенко H. M. Політична культура еліт // Історія української культури: у 5-ти томах. — Т. 2 (Українська культура XIII — першої половини XVII століть). — Київ, Наукова думка, 2001.
5. ↑  Слободян В. М., Гусак А. М. Образок з життя ХІІ-ХІІІ ст. зі стін храму Св. Пантелеймона поблизу Галича
6. ↑  Олег Купчинський // Акти та документи Галицько-Волинського князівства XIII — першої пол. XIV ст.: Дослідження, тексти. с. 599—664
7. ↑  Олег Купчинський // Акти та документи Галицько-Волинського князівства XIII — першої пол. XIV ст.: Дослідження, тексти. с. 23
8. ↑  Іван Огієнко // Коляда — Дохристиянські вірування українського народу
9. ↑  Колядки і щедрівки. — Київ «Музична Україна», 1991 р. 240с.
10. ↑  ІНСТИТУТ МОВОЗНАВСТВА ІМЕНІ О. О. ПОТЕБНІ НАН УКРАЇНИ // МОВА І МОВОЗНАВСТВО В ДУХОВНОМУ ЖИТТІ СУСПІЛЬСТВА
11. ↑  Символіка різдвяних прикрас для кімнати | Українська правда _Життя
12. ↑  Етикет ділового листування - Ділове мовлення для державних службовців - Навчальні матеріали онлайн. pidruchniki.com. Процитовано 6 листопада 2018.
13. ↑  Слухайте ж сюди, панове товариство!
14. ↑  https://mon.gov.ua/storage/app/media/zagalna%20serednya/05062019-onovl-pravo.pdf